# Echiniscus glaber
Echiniscus glaber är en djurart som tillhör fylumet trögkrypare, och som beskrevs av Bartos 1937. Echiniscus glaber ingår i släktet Echiniscus och familjen Echiniscidae. Inga underarter finns listade i Catalogue of Life.